# Эшер, Альфред
Альфред Эшер (нем. Johann Heinrich Alfred Escher vom Glas; 20 февраля 1819, Цюрих, Швейцария — 6 декабря 1882, Цюрих, Швейцария) — швейцарский политик, промышленник и пионер в области железнодорожного транспорта.

## Происхождение и семья
Альфред Эшер родился в одной из старинных и влиятельных семей Цюриха, из которой произошли многие известные политики и инженеры. Его дед, Ханс Каспар Эшер (1755—1831), эмигрировал после банкротства и поступил на русскую военную службу.
Его отец, Генрих Эшер (1776—1853) вернулся в Швейцарию после того, как сделал себе состояние в Америке. На Кубе он владел плантацией, на которой работало 82 раба. Его мать — Генриетта Лидия Золликофер. Альфред Эшер вырос в доме своего отца «Вилла Бельвуар» в цюрихском районе Энге, и провёл в нём всю жизнь. В 1857 году он женился на Августе фон Уэбель (1838—1864). В 1858 году у них родилась дочь Лидия, затем ещё одна дочь, Гедвига, которая умерла в раннем детстве. Лидия Эшер в 1883 году вышла замуж за Фридриха Вельти (1857—1940), сына члена Федерального совета Эмиля Вельти. Её связь с художником Карлом Штауффером спровоцировала скандал и Лидия покончила жизнь самоубийством в 1891 году.

## Политика
Альфред Эшер был прочно связан со студенческим братством «Цофингия». В 25 лет Эшер был избран членом Большого совета кантона Цюрих, а в 1846 году — членом Собрания депутатов Швейцарии. 6 ноября 1848 года, на первом заседании Национального совета, он стал его вице-президентом. Он входил в состав Национального совета до своей смерти и трижды избирался его президентом. В своей карьере он был членом не менее 200 комиссий. В числе его друзей были первый президент Конфедерации Йонас Фуррер и члены Федерального совета Якоб Штемпфли и Эмиль Вельти.

## Один из основателей современной Швейцарии
Альфред Эшер является одним из основателей Schweizerischen Kreditanstalt (сегодня второй по величине банк Швейцарии Credit Suisse), Schweizerischen Rentenanstalt (в настоящее время крупнейшая страховая компания Швейцарии Swiss Life), Политехникума (сейчас Швейцарская высшая техническая школа Цюриха) и Nordostbahn (Северо-восточной железной дороги). Его главным делом в качестве предпринимателя, является строительство Готардской железной дороги. Он может считаться одним из отцов современной Швейцарии.

## Железнодорожный король

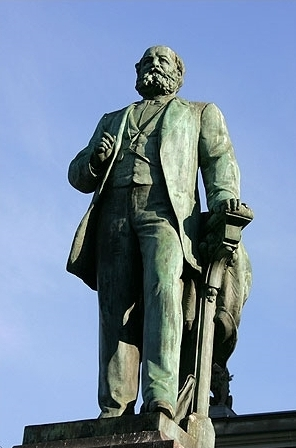
Памятник Альфреду Эшеру в Цюрихе. Автор Ричард Кисслинг

В его политической карьере, приоритетной задачей являлось строительство железных дорог. Он разработал проект плана швейцарской железнодорожной сети и общие правила концессии для частных компаний. Был сформирован специальный комитет для изучения этих проектов. Большинство в комитете и в Федеральном совете считало, что строительство железной дороги должно находиться в руках государства, а меньшинство отдавали предпочтение частным компаниям. 28 июля 1852 года Национальный совет принял Закон о железных дорогах. Закон гарантирует права частных компаний и объявляет, что Конфедерация не может лишить их концессии, за исключением военных причин.
Намерение Эшера было доказать, что в Швейцарии частные компании могут быть использованы для строительства железных дорог. Он стал президентом компании Цюрих-Бодензеебан (Zurich-Bodenseebahn), которая получила федеральную концессию 28 января 1853 года. Эта компания затем была объединена с Швейцарской северной железной дорогой (Schweizerischen Nordbahn) в Швейцарскую северо-восточную железную дорогу (Schweizerischen Nordostbahn). На учредительном собрании 12 сентября 1853 года он был назначен председателем правления и занимал эту должность до его назначения главой Готардской железной дороги (Gotthardbahngesellschaft) в начале 1872 года. Однако, он остался в правлении Северо-восточной дороги вплоть до своей смерти в 1882 году.
С 1860 года он выступал за прокладывание железной дороги через Альпы, сначала через перевал Лукманиер, затем Готард. В 1863 году, 15 кантонов и две компании (Centralbahn и Nordostbahn) образовали Готардский союз (Vereinigung zur Anstrebung der Gotthardbahn), целью которого было строительство этой линии. Эшер был членом Комитета, который вёл переговоры о финансировании со стороны федеральных и кантональных властей, соседних государств Германии и Италии, а также других заинтересованных групп. Это, наконец, склонило чашу весов в пользу Готардской линии среди различных проектов железной дороги в Альпах.
В 1872 году Эшер возглавил правление Готардской железной дороги, и в середине 1873 года началось её строительство. Огромные трудности и огромные расходы повлияли на строительство. За этим последовала серьёзная критика против председателя правления Эшера. 2 июля 1878 года, когда он собирался переместить штаб-квартиру компании из Цюриха в Люцерн, Альфред Эшер ушёл в отставку. На открытие Готардского туннеля в 1880 году он не был приглашён. 1 июня 1882 года была открыта Готардская железная дорога, но Эшер не смог при этом присутствовать и умер в конце того же года.
Памятник Альфреду Эшеру был открыт 22 июня 1889 года на привокзальной площади Центрального вокзала Цюриха.